# Corona solar

Fotografía de un eclipse tomada en Francia en 1999

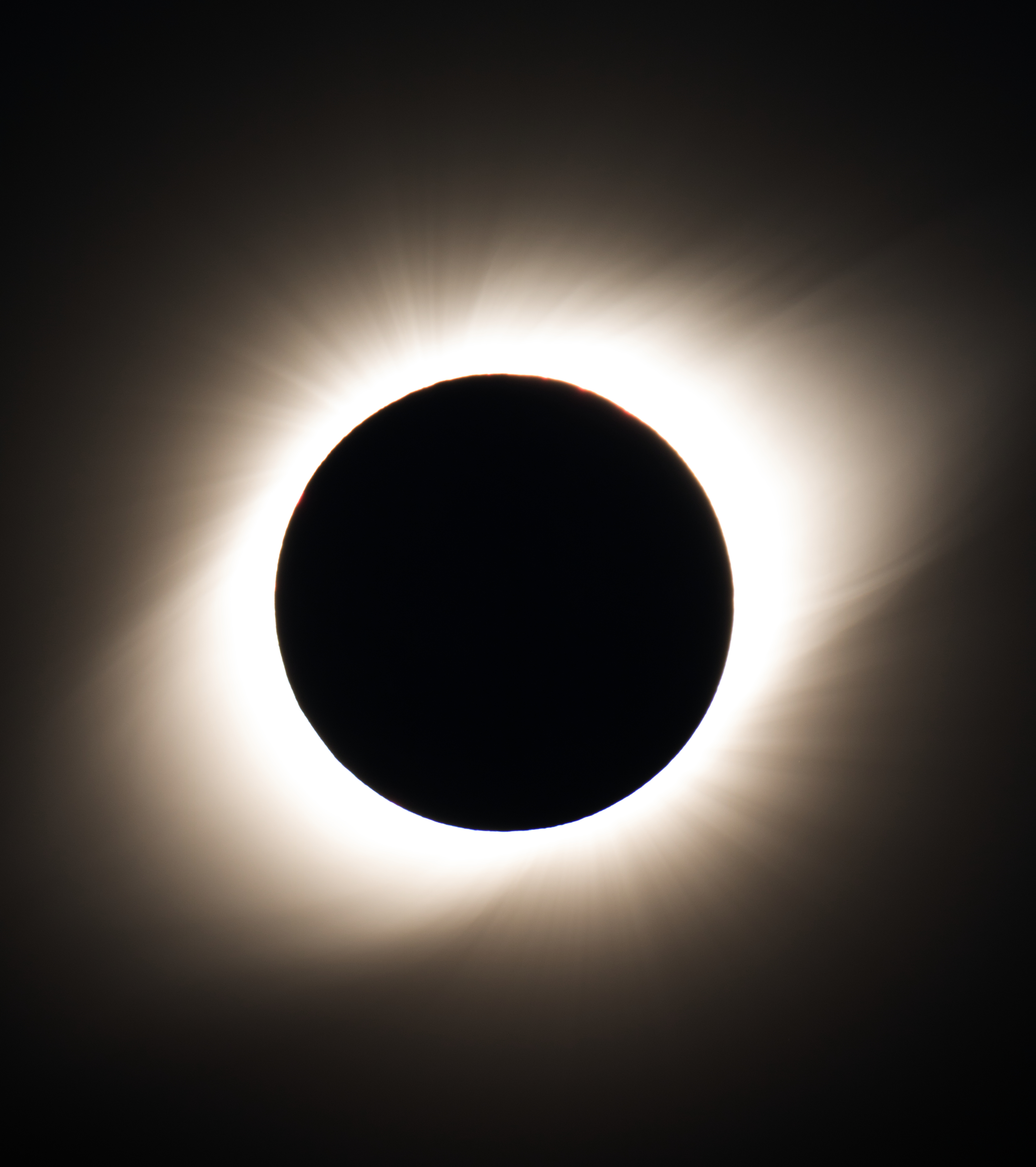
Corona solar. Eclipse total de sol 2019, Valle de Elqui. Chile. Dado al periodo de mínima actividad solar, es posible ver en la quietud de la corona los campos magnéticos de los ejes norte y sur del sol.

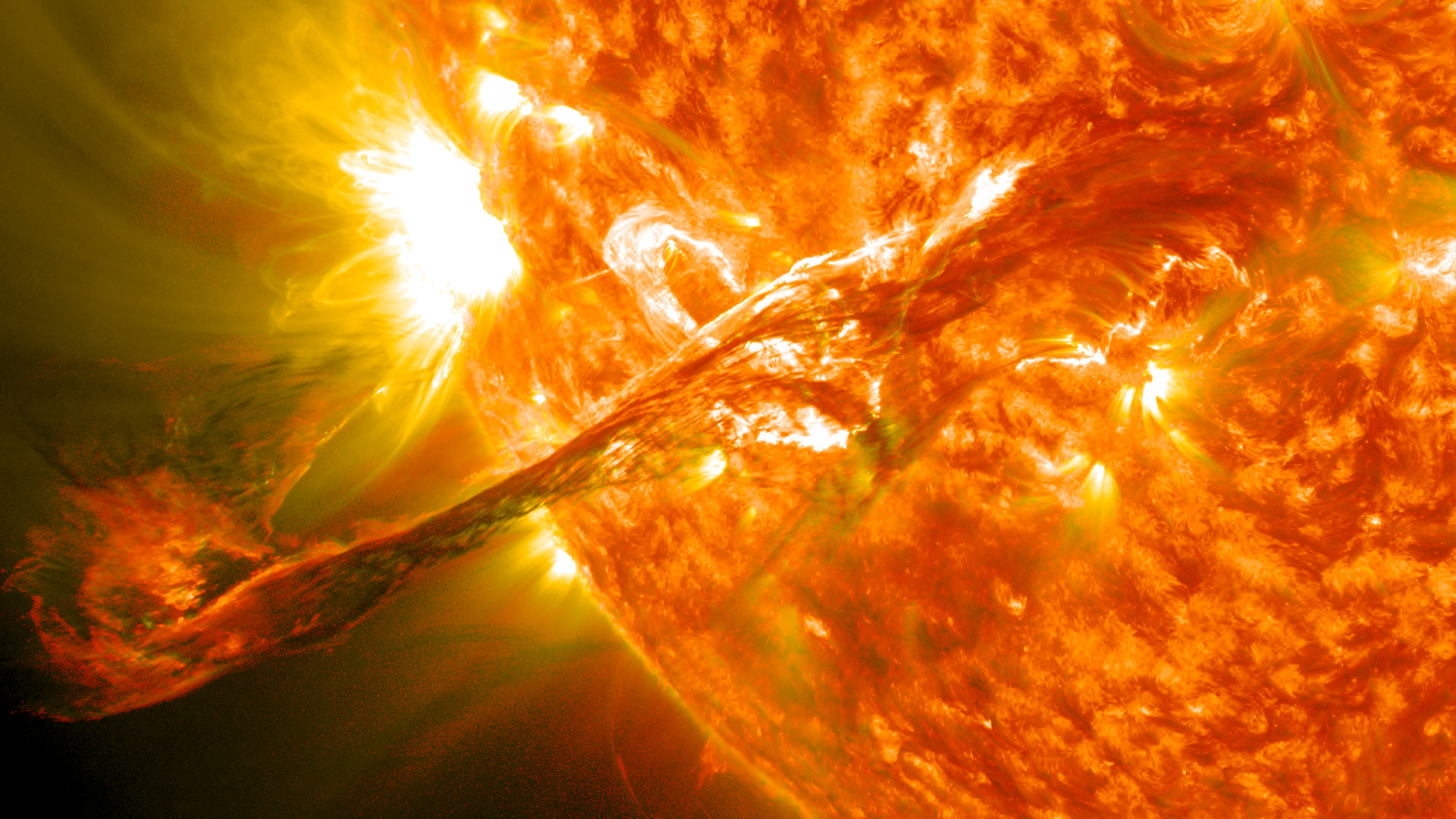
Erupciones en la corona solar

La corona solar es la capa más externa del Sol, está compuesta de plasma y se extiende más de un millón de kilómetros desde su origen sobre la cromosfera. Puede observarse desde la Tierra durante un eclipse solar total o utilizando dispositivos como el coronógrafo. La densidad de la corona solar es mil millones de veces inferior a la de la atmósfera terrestre al nivel del mar y su temperatura es de 
106 Kelvin.
Todos los detalles estructurales de la corona son debidas al campo magnético del Sol.

## Corona solar
Se trata de la parte más externa de su atmósfera, con casi 1.000.000 de km. Aunque tenga una elevada temperatura de casi 2.000.000 grados, solo la podemos observar si ocultamos completamente el disco solar, que es mil millones de veces más intensa. Esta ocultación se produce en los eclipses solares.
Bengt Edlén, siguiendo el trabajo de Grotrian (1939), identificó por primera vez las líneas espectrales coronales en 1940 (observadas desde 1869) como las transiciones de niveles metaestables bajos de la configuración de metales altamente ionizados (la línea verde Fe-XIV a 5303 Å, sino también la línea roja Fe-X a 6374 Å). Estos altos grados de ionización indican una temperatura del plasma de más de 1.000.000 kelvin, mucho más caliente que la superficie del Sol.
La luz de la corona proviene de tres fuentes primarias, del mismo volumen de espacio. El K-corona (K para kontinuierlich, "continuo" en alemán) es creado por la luz solar que dispersa electrones libres; El ensanchamiento Doppler de las líneas de absorción fotosféricas reflejadas las extiende tan ampliamente que las oscurece completamente, dando la apariencia espectral de un continuo sin líneas de absorción. La F-corona (F para Fraunhofer) es creada por la luz solar rebotando en las partículas de polvo, y es observable porque su luz contiene las líneas de absorción de Fraunhofer que se ven en la luz solar cruda; la corona F se extiende a ángulos de alargamiento muy altos desde el Sol, donde se llama la luz zodiacal. La E-corona (E para emisión) se debe a líneas de emisión espectral producidas por iones presentes en el plasma coronal; se puede observar en líneas de emisión espectral amplia o prohibida o caliente y es la fuente principal de información sobre la composición de la corona.

## Características físicas

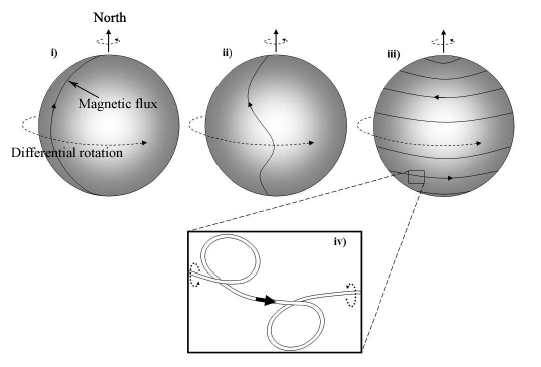
Un dibujo que demuestra la configuración del flujo magnético solar durante el ciclo solar

La corona del sol es mucho más caliente (por un factor de 150 a 450) que la superficie visible del Sol: la temperatura media de la fotosfera es 5800 kelvin en comparación con la corona de uno a tres millones de kelvin. La corona es 10−12 veces tan densa como la fotosfera, y por lo tanto produce cerca de un millonésimo de luz visible. La corona está separada de la fotosfera por la cromosfera relativamente poco profunda. El mecanismo exacto por el cual se calienta la corona es todavía el tema de algún debate, pero las posibles posibilidades incluyen la inducción por el campo magnético del Sol y las ondas magnetohidrodinámicas desde abajo. Los bordes exteriores de la corona del Sol están constantemente siendo transportados lejos debido al flujo magnético abierto y por lo tanto generando el viento solar.
La corona no siempre está uniformemente distribuida a través de la superficie del Sol. Durante períodos de silencio, la corona está más o menos confinada a las regiones ecuatoriales, con orificios coronales que cubren las regiones polares. Sin embargo, durante los períodos activos del Sol, la corona se distribuye uniformemente sobre las regiones ecuatoriales y polares, aunque es más prominente en áreas con actividad de manchas solares. El ciclo solar dura aproximadamente 11 años, desde el mínimo solar hasta el mínimo siguiente. Puesto que el campo magnético solar se enrolla continuamente debido a la rotación más rápida de la masa en el ecuador del sol (rotación diferencial), la actividad de la mancha solar será más pronunciada en el máximo solar donde el campo magnético es más torcido. Asociados con las manchas solares son los lazos coronales, bucles de flujo magnético, surgiendo desde el interior solar. El flujo magnético empuja la fotosfera más caliente a un lado, exponiendo el plasma más frío por debajo, creando así las manchas solares relativamente oscuras.
Dado que la corona ha sido fotografiada a alta resolución en el rango de rayos X del espectro por el satélite Skylab en 1973 y posteriormente por Yohkoh y los otros instrumentos espaciales siguientes, se ha visto que la estructura de la corona es bastante variada y compleja: diferentes zonas han sido inmediatamente clasificadas en el disco coronal. Los astrónomos suelen distinguir varias regiones, como se describe a continuación.

### Regiones activas
Las regiones activas son conjuntos de estructuras de bucles que conectan puntos de polaridad magnética opuesta en la fotosfera, los llamados bucles coronales. Generalmente se distribuyen en dos zonas de actividad, que son paralelas al ecuador solar. La temperatura media es de entre dos y cuatro millones de kelvins, mientras que la densidad va de 109 a 1010 partículas por cm³.

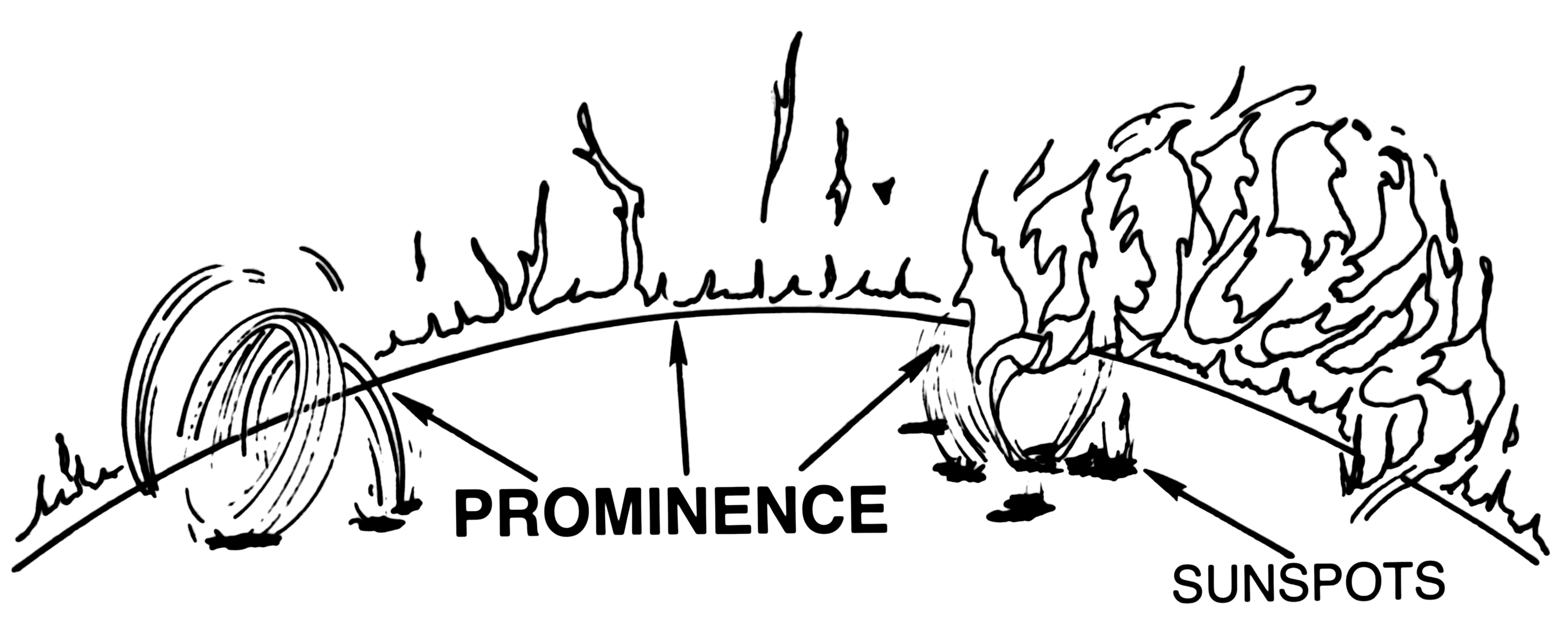
Ilustración que muestra protuberancias solares y manchas solares

Las regiones activas implican todos los fenómenos directamente relacionados con el campo magnético, que ocurren a diferentes alturas por encima de la superficie del Sol: manchas solares y fáculas, se producen en la fotosfera, espículas, filamentos Hα y playas solares en la cromosfera, protuberancias cromosféricas y en las regiones de transición, y las erupciones y las eyecciones de masa coronal ocurren en la corona y la cromosfera. Si las llamaradas son muy violentas, también pueden perturbar la fotosfera y generar una onda de Moreton. Por el contrario, las prominencias quiescentes son estructuras densas y grandes, densas, que se observan en forma de filas Hα oscuras y "serpentinas" (que aparecen como filamentos) en el disco solar. Su temperatura es de aproximadamente 5000-8000 K, y por lo tanto se consideran generalmente como características cromosféricas.
En 2013, las imágenes del Sensor de Imágenes de Alta resolución Coronal revelaron nunca antes vistas "trenzas magnéticas" de plasma dentro de las capas externas de estas regiones activas.

### Lazos coronales
Los lazos coronales son las estructuras básicas de la corona solar magnética. Estos bucles son los parentes de flujo magnético cerrado del flujo magnético abierto que se pueden encontrar en las regiones del agujero coronal (polar) y el viento solar. Los bucles de flujo magnético emergen del cuerpo solar y se llenan de plasma solar caliente. Debido a la actividad magnética aumentada en estas regiones del lazo coronal, los lazos coronal pueden ser a menudo el precursor a las llamaradas solares ya las eyecciones de masa coronal (CMEs).
El plasma solar que alimenta estas estructuras se calienta de menos de 6000 K a más de 106 K desde la fotosfera, a través de la región de transición, y en la corona. A menudo, el plasma solar llena estos bucles de un punto y drena a otro, llamado puntos de pie (flujo de sifón debido a una diferencia de presión, o flujo asimétrico debido a algún otro conductor).
Cuando el plasma se eleva desde los puntos de pie hacia la parte superior del bucle, como ocurre siempre durante la fase inicial de una llamarada compacta, se define como evaporación cromosférica. Cuando el plasma se enfría rápidamente y cae hacia la fotosfera, se llama condensación cromosférica. También puede haber un flujo simétrico desde ambos puntos del pie del bucle, causando una acumulación de masa en la estructura del bucle. El plasma puede enfriarse rápidamente en esta región (para una inestabilidad térmica), en sus filamentos oscuros o en protuberancias de la extremidad del Sol.
Los bucles coronales pueden tener vidas en el orden de segundos (en el caso de eventos de bengalas), minutos, horas o días. Donde hay un equilibrio en las fuentes de energía del lazo y los fregaderos, los lazos coronal pueden durar por períodos de tiempo largos y se conocen como el estado estable o los lazos coronales quiescentes. (ejemplo).
Los lazos coronales son muy importantes para nuestra comprensión del problema actual de calentamiento coronal. Los bucles coronales son fuentes de plasma altamente radiales y por lo tanto son fáciles de observar con instrumentos como TRACE. Una explicación del problema de calentamiento coronal permanece como estas estructuras se observan a distancia, donde muchas ambigüedades están presentes (es decir, las contribuciones de radiación a lo largo de la línea de mira). Se requieren mediciones in situ antes de que se pueda obtener una respuesta definitiva, pero debido a las altas temperaturas plasmáticas en la corona, las mediciones in situ son, en la actualidad, imposibles. La próxima misión de la NASA Solar Probe Plus se acercará al Sol muy de cerca permitiendo observaciones más directas.

### Estructuras a gran escala
Las estructuras a gran escala son arcos muy largos que pueden cubrir más de un cuarto del disco solar pero que contienen plasma menos denso que en los bucles coronales de las regiones activas.
Fueron detectados por primera vez en la observación de la llamarada del 8 de junio de 1968 durante un vuelo con cohete.
La estructura a gran escala de la corona cambia durante el ciclo solar de 11 años y se hace particularmente simple durante el período mínimo, cuando el campo magnético del Sol es casi similar a una configuración dipolar (más un componente cuadrupolar).

### Interconexiones de regiones activas
Las interconexiones de las regiones activas son arcos que conectan zonas de campo magnético opuesto, de diferentes regiones activas. Las variaciones significativas de estas estructuras se ven a menudo después de una llamarada.
Algunas otras características de este tipo son banderas de casco - grandes estructuras coronales con forma de tapa con picos largos y puntiagudos que generalmente se superponen a las manchas solares y a las regiones activas. Las corrientes coronales se consideran fuentes del viento solar lento.

### Cavidades del filamento

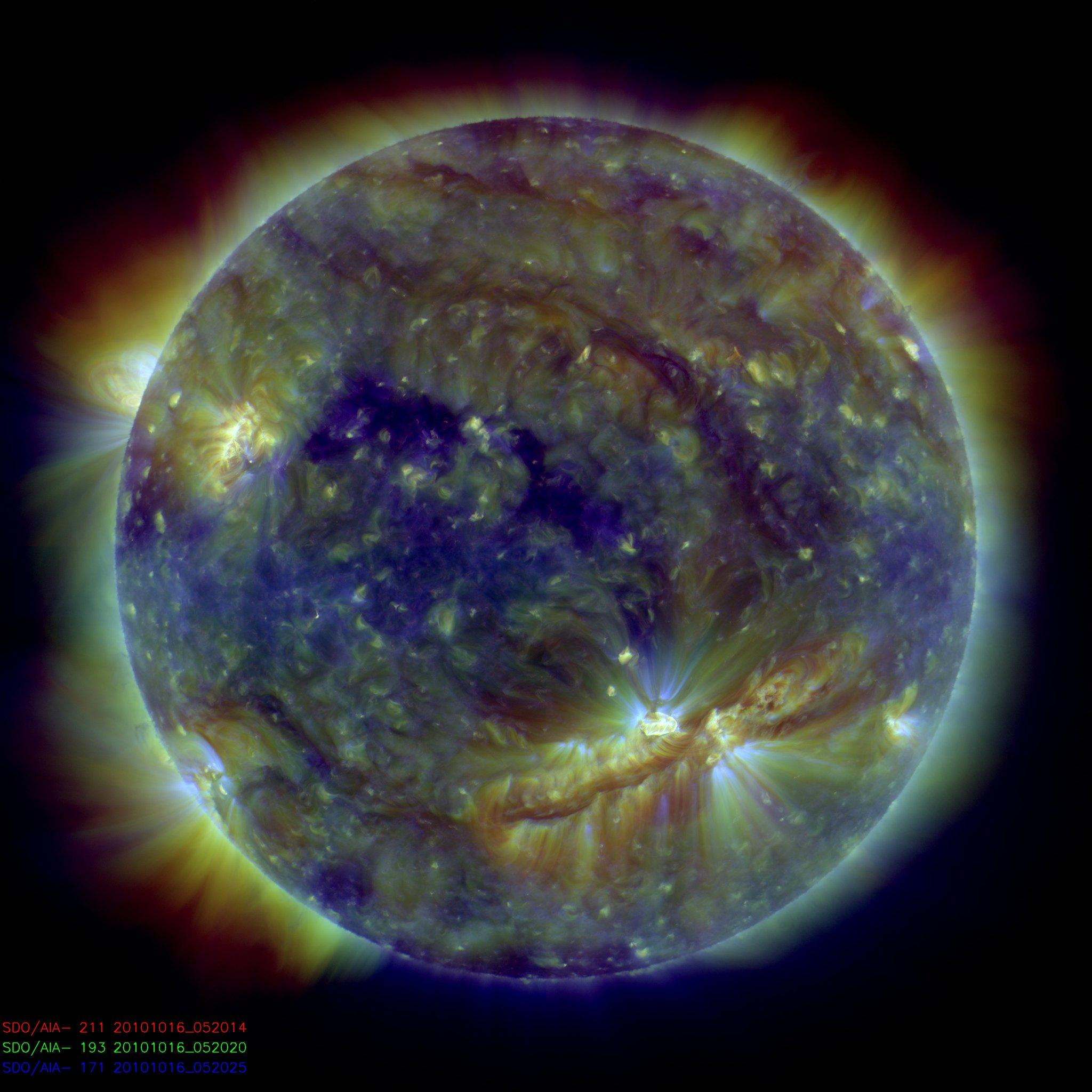
Imagen tomada por el Solar Dynamics Observatory el 16 de octubre de 2010. Una cavidad de filamento muy larga es visible a través del hemisferio sur del Sol.

Las cavidades de filamento son zonas que parecen oscuras en los rayos X y están por encima de las regiones donde se observan filamentos de Hα en la cromosfera. Se observaron por primera vez en los dos vuelos de cohetes de 1970, que también detectaron agujeros coronales.
Las cavidades de filamento son nubes más frías de gases (plasma) suspendidas por encima de la superficie del Sol por fuerzas magnéticas. Las regiones de intenso campo magnético parecen oscuras en las imágenes porque están vacías de plasma caliente. De hecho, la suma de la presión magnética y de la presión del plasma debe ser constante en todas partes de la heliosfera para tener una configuración de equilibrio: donde el campo magnético es más alto, el plasma debe ser más frío o menos denso. La presión de plasma {\displaystyle p} puede calcularse mediante la ecuación de estado de un gas perfecto {\displaystyle p=nK_{B}T}, donde {\displaystyle n} es el número de partícula densidad, {\displaystyle K_{B}} la constante de Boltzmann y {\displaystyle T} la temperatura del plasma. Es evidente a partir de la ecuación que la presión del plasma disminuye cuando la temperatura del plasma disminuye con respecto a las regiones circundantes o cuando la zona de campo magnético intenso se vacía. El mismo efecto físico hace que las manchas solares aparentemente oscuras en la fotosfera.

### Puntos brillantes
Los puntos brillantes son pequeñas regiones activas que se encuentran en el disco solar. Los puntos brillantes de rayos X se detectaron por primera vez el 8 de abril de 1969 durante un vuelo con cohete.
La fracción de la superficie solar cubierta por puntos brillantes varía con el ciclo solar. Se asocian con pequeñas regiones bipolares del campo magnético. Su temperatura media oscila entre 1.1x106 K y 3.4x106 K. Las variaciones de temperatura se correlacionan a menudo con cambios en la emisión de rayos X.

### Agujeros coronales
Los agujeros coronales son las regiones polares que parecen oscuras en los rayos X ya que no emiten mucha radiación. Estas son amplias zonas del Sol donde el campo magnético es unipolar y se abre hacia el espacio interplanetario. El viento solar de alta velocidad surge principalmente de estas regiones.
En las imágenes UV de los agujeros coronales, algunas pequeñas estructuras, similares a las burbujas alargadas, se ven a menudo como estaban suspendidas en el viento solar. Estos son los penachos coronales. Más exactamente, son flámulas largas y delgadas que se proyectan hacia fuera desde los polos norte y sur del Sol.

### El Sol tranquilo
Las regiones solares que no forman parte de las regiones activas y los orificios coronales se identifican comúnmente como el Sol tranquilo.
La región ecuatorial tiene una velocidad de rotación más rápida que las zonas polares. El resultado de la rotación diferencial del Sol es que las regiones activas siempre surgen en dos bandas paralelas al ecuador y su extensión aumenta durante los períodos de máximo del ciclo solar, mientras que casi desaparecen durante cada mínimo. Por lo tanto, el Sol silencioso siempre coincide con la zona ecuatorial y su superficie es menos activa durante el máximo del ciclo solar. Aproximándose al mínimo del ciclo solar (también llamado ciclo de la mariposa), la extensión del Sol silencioso aumenta hasta cubrir toda la superficie del disco excluyendo algunos puntos brillantes del hemisferio y los polos, donde están los agujeros coronales.

## La observación de la corona
La forma más sencilla de observación de la corona solar, es cuando el disco lunar, oculta por completo el disco solar. Es en ese momento cuando la corona solar surge de la oscuridad, sin interferencias del disco solar. Dada la peligrosidad de su observación directa, existen diferentes métodos de observación, ya sea con instrumentos ópticos o con filtros de una opacidad especial.

### Observación directa
Algunos telescopios profesionales, disponen de un instrumento llamado coronógrafo. Se trata de un disco metálico que oculta el disco solar para poder observar la corona. Un ejemplo de este tipo de telescopio es el LASCO.
Si se quiere hacer una observación directa al sol, tienen que utilizarse filtros especiales como los de tipo MYLAR.

### Observación indirecta
Este tipo de observación está muy extendida entre los astrónomos aficionados. Se basa en reflejar la imagen captada por un instrumento óptico sobre una superficie, de manera que la observación se hace indirectamente, evitando la exposición de nuestros ojos directamente a las radiaciones solares.

## Un poco de historia

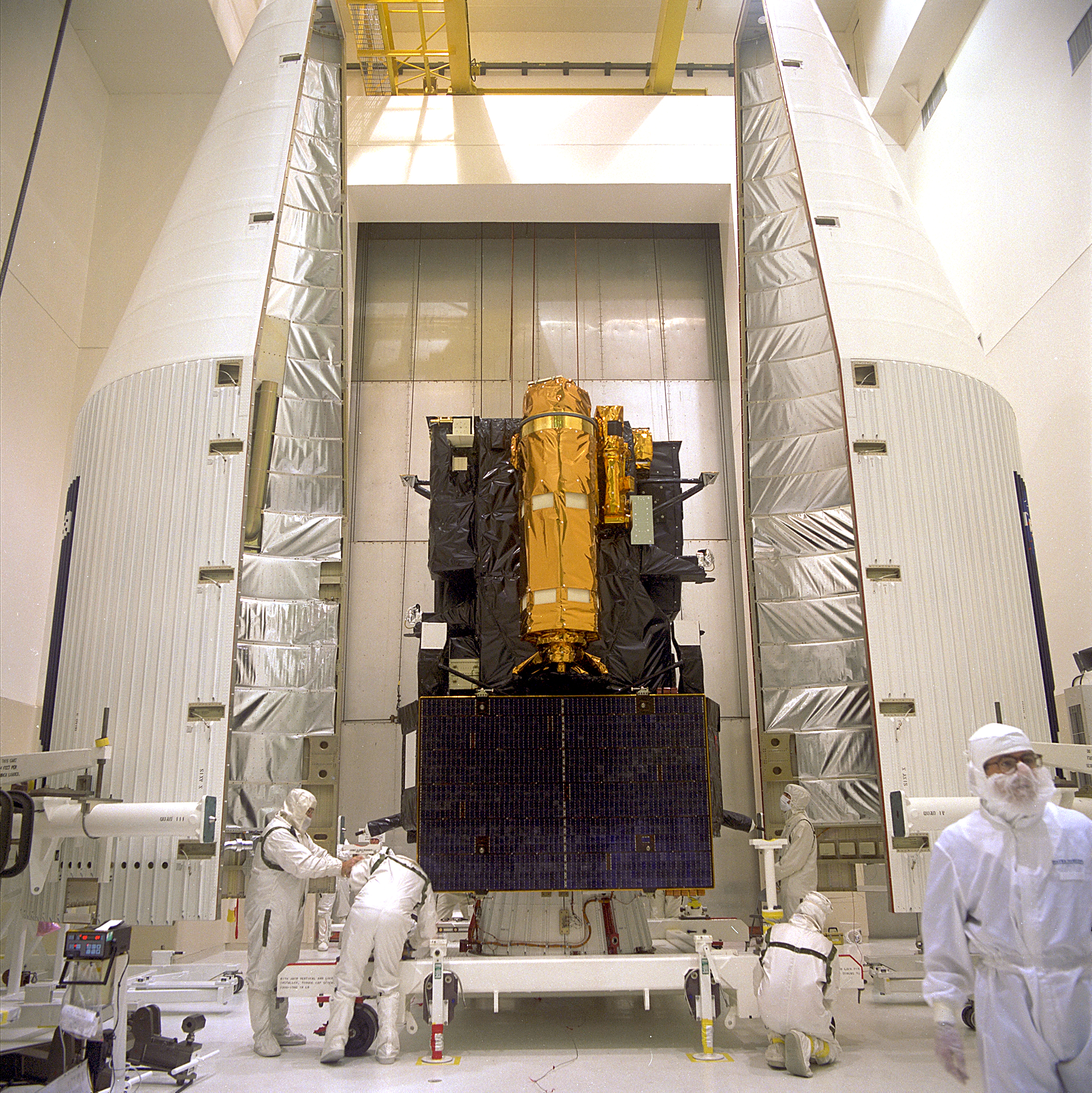
Telescopio SOHO

La primera observación de la que se tiene constancia, se remonta al 22 de diciembre de 1870 durante un eclipse solar. Charles August Young organizó una expedición al olivar de Buenavista, en Jerez de la Frontera. La observación del espectro de luz de la corona le permitió identificar un trazo verde cuyo origen no pudo ser explicado. Entre las hipótesis que circularon en la época se habló de un supuesto elemento químico desconocido que no estaría presente en la Tierra.
A comienzos del siglo XX se llegó a sugerir que estas manifestaciones eran producto de un nuevo elemento químico que se denominó coronio. Hasta 1930 la única forma posible de observar la corona era cuando la Luna eclipsaba el Sol totalmente. Gracias a la invención, en 1930, de un ingenioso dispositivo para producir eclipses artificiales, los llamados coronógrafos, se pudo estudiar de forma más accesible el fenómeno de la corona solar.
Con el desarrollo de la espectroscopia, en 1940 se demostró que tal fenómeno no era más que el resultado de la luz generada por un conjunto de átomos altamente ionizados. Edlen y de Grotrian demostraron que las rayas verdes no eran producidas por el espectro de materiales desconocidos, sino que son el producto de la radiación electromagnética producida por átomos altamente ionizados de elementos disponibles en la Tierra como el hierro. No obstante, hasta la aparición de telescopios especializados, como el SOHO, no ha sido posible observar la corona solar en todo su esplendor.